# Captain Jack (Band)
Captain Jack ist eine deutsche Eurodance-Band und ein eingetragenes Markenzeichen des Wiesbadener Produzenten Udo Niebergall. Das Projekt ist vor allem in Europa erfolgreich (Deutschland, Österreich, Schweiz, Niederlande, Belgien, Polen, Skandinavien) und besonders in Japan, weshalb viele Songs und CDs auch nur dort veröffentlicht wurden. Den ursprünglichen Gesang der männlichen Songparts hatte bis 1999 Sänger Markus Ball übernommen. Insgesamt wurden über sieben Millionen Tonträger und über 35 Millionen Kompilationen mit Titeln von Captain Jack weltweit verkauft.

## Geschichte
Die ursprünglichen Frontleute waren die Sängerin Liza da Costa und der Captain Durban. Im Dezember 1995 verließ Durban die Gruppe und wurde von Francisco Gutierrez (Franky Gee) abgelöst. Es folgten die beiden Alben The Mission und Operation Dance. Danach startete Liza Da Costa eine Solokarriere. Sie ist die Frontfrau der Jazz-Band Hotel Bossa Nova. Ihre Nachfolgerin wurde die philippinische Sängerin Maloy (Maria Lucia Lozanes), die für das Album The Captain’s Revenge zur Verfügung stand. Illi Love begleitete das Projekt anschließend über fünf Jahre.
Durch den Tod des Frontmanns Franky Gee am 22. Oktober 2005 schien eine erfolgreiche Fortführung unwahrscheinlich, jedoch wurde im Sommer 2008 eine Neubesetzung der Band vorgestellt: Frontmann war von da an Bruce Lacy, und die Sängerin Laura (Teilnehmerin der vierten Staffel von Deutschland sucht den Superstar und der ersten Staffel von The Voice of Germany) ersetzte ihre Vorgängerinnen Sunny und Jamie Lee. 2008 erschienen die Single Turkish Bazar und das Album Captain Jack Is Back. Bei den neuen Stücken entfernte man sich vom Partysound oder Dancefloor-Beat hin zu Black-, Reggaeton- und Rap-Beats. 2011 erschien das Album Back to the Dancefloor mit DJ-Remixes der alten Singles sowie neuen Kompositionen.
Die Band läutete im Jahr 2012 mit der Sängerin Michelle eine konstante Formation ein. In den Jahren 2012 bis 2020 folgten zahlreiche Auftritte im In- und Ausland, wie z. B. Finnland, Norwegen, Ägypten, Polen, Niederlande, Tschechien, Rumänien, Kasachstan, Schweiz, Österreich oder Ungarn. Die Band veröffentlichte in dieser Zeit ebenso Musikvideos auf dem eigenen YouTube-Kanal, darunter auch ein Feature mit der Band Fun Factory mit dem Titel „Change“. Im Jahr 2020 verließ Michelle aus privaten Gründen die Band, deren Platz die ehemalige Captain Jack Sängerin Illi eingenommen hat. Noch im selben Jahr veröffentlichte die neue Formation zusammen mit Loona den Titel „Sunny Side Of Life“. Ein weiteres Feature erschien am 11. Juni 2021 mit dem Künstler LayZee (ehemals bekannt als Mr. President). Der Titel dieser Produktion lautet „Summersun“. Captain Jack kündigte auf den Social-Media-Netzwerken weitere Features mit anderen 90er Bands an.

## Diskografie

### Alben
| Jahr | Titel           | Höchstplatzierung, Gesamtwochen, AuszeichnungChartplatzierungen (Jahr, Titel, Platzierungen, Wochen, Auszeichnungen, Anmerkungen) | Höchstplatzierung, Gesamtwochen, AuszeichnungChartplatzierungen (Jahr, Titel, Platzierungen, Wochen, Auszeichnungen, Anmerkungen) | Höchstplatzierung, Gesamtwochen, AuszeichnungChartplatzierungen (Jahr, Titel, Platzierungen, Wochen, Auszeichnungen, Anmerkungen) | Höchstplatzierung, Gesamtwochen, AuszeichnungChartplatzierungen (Jahr, Titel, Platzierungen, Wochen, Auszeichnungen, Anmerkungen) | Anmerkungen                                         |
| Jahr | Titel           | DE | AT | CH | UK | Anmerkungen                                         |
| ---- | --------------- | --- | --- | --- | --- | --------------------------------------------------- |
| 1996 | The Mission     | DE11 Gold · (28 Wo.)DE | AT27 (16 Wo.)AT | CH22 (11 Wo.)CH | — | Erstveröffentlichung: März 1996 Verkäufe: + 508.000 |
| 1997 | Operation Dance | DE47 (7 Wo.)DE | AT37 (2 Wo.)AT | — | — | Erstveröffentlichung: April 1997 Verkäufe: + 30.000 |

Weitere Alben
- 1997: 18 Soldier’s Hits
- 1999: The Captain’s Revenge
- 1999: The Race (EP)
- 2001: Top Secret

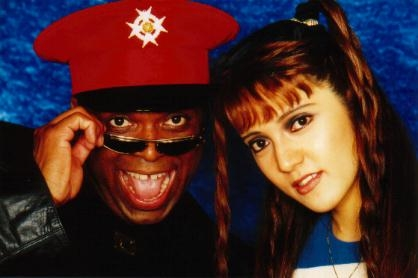
Franky Gee & Maloy (Captain Jack)

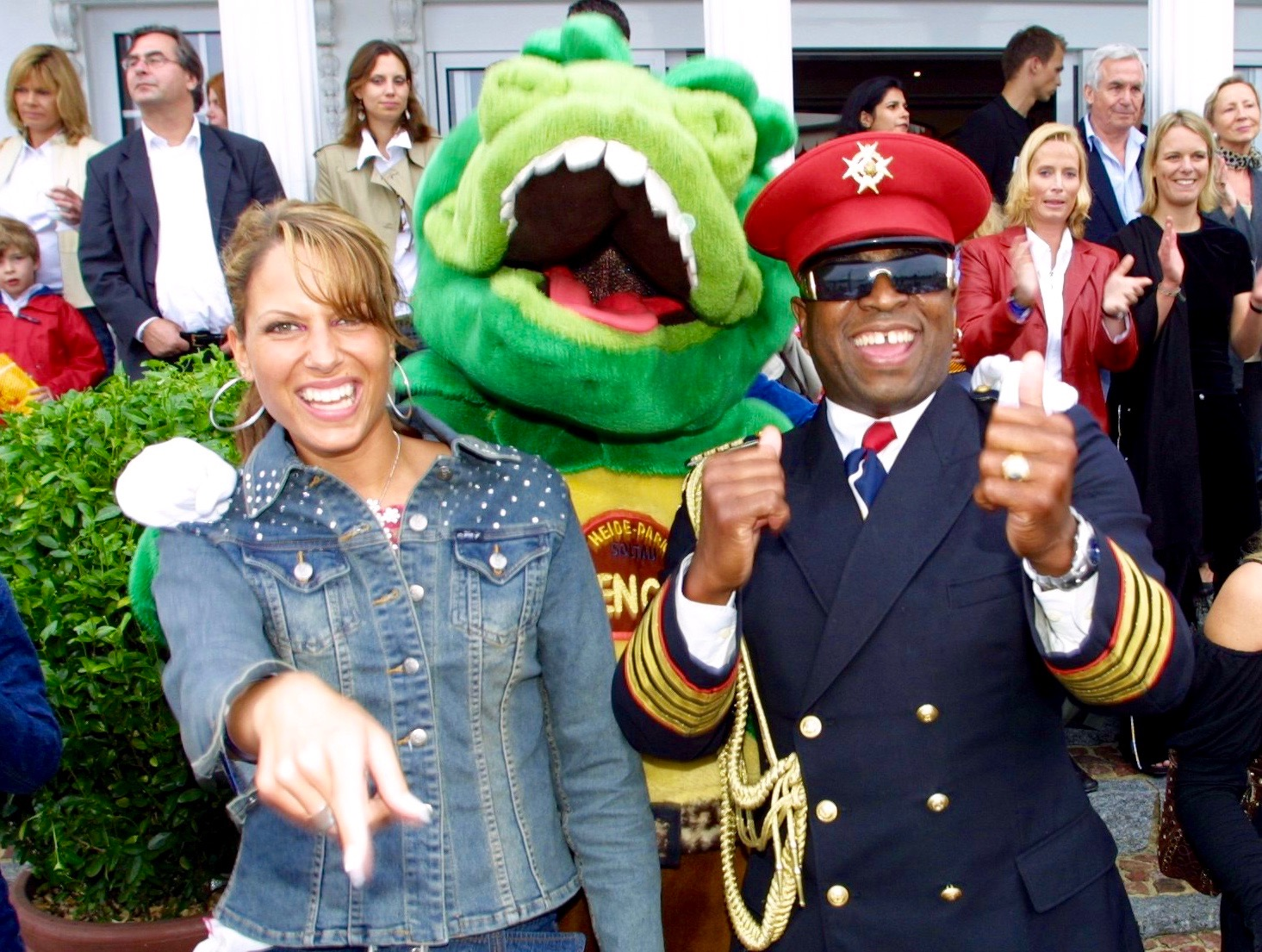
Franky Gee und Illi Love (Captain Jack) im Heidepark Soltau (2002)

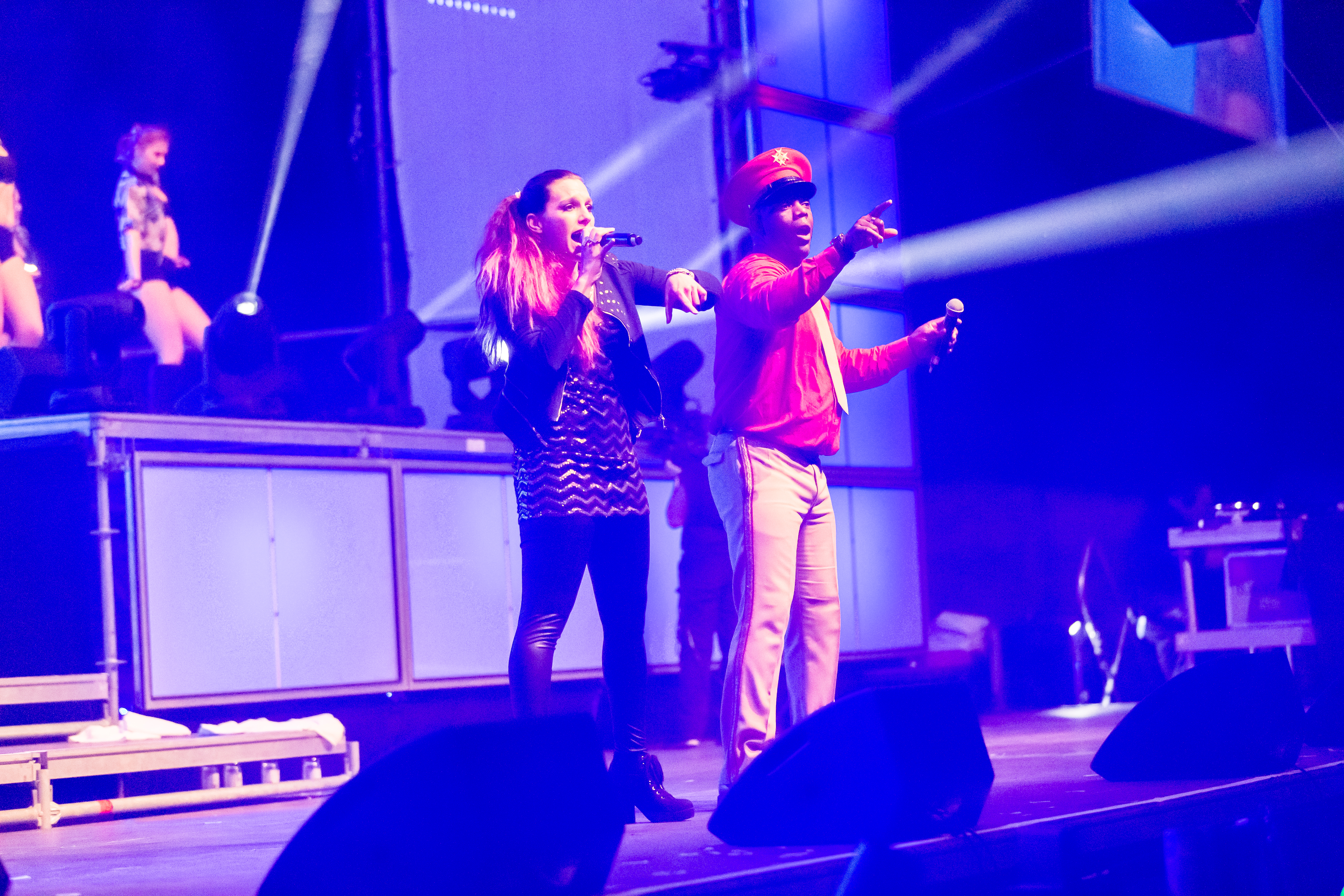
Bruce Lacy und Michelle Stanley während eines Auftritts mit Captain Jack in Mannheim bei sunshine live „Die 90er - Live on Stage“ (2015)

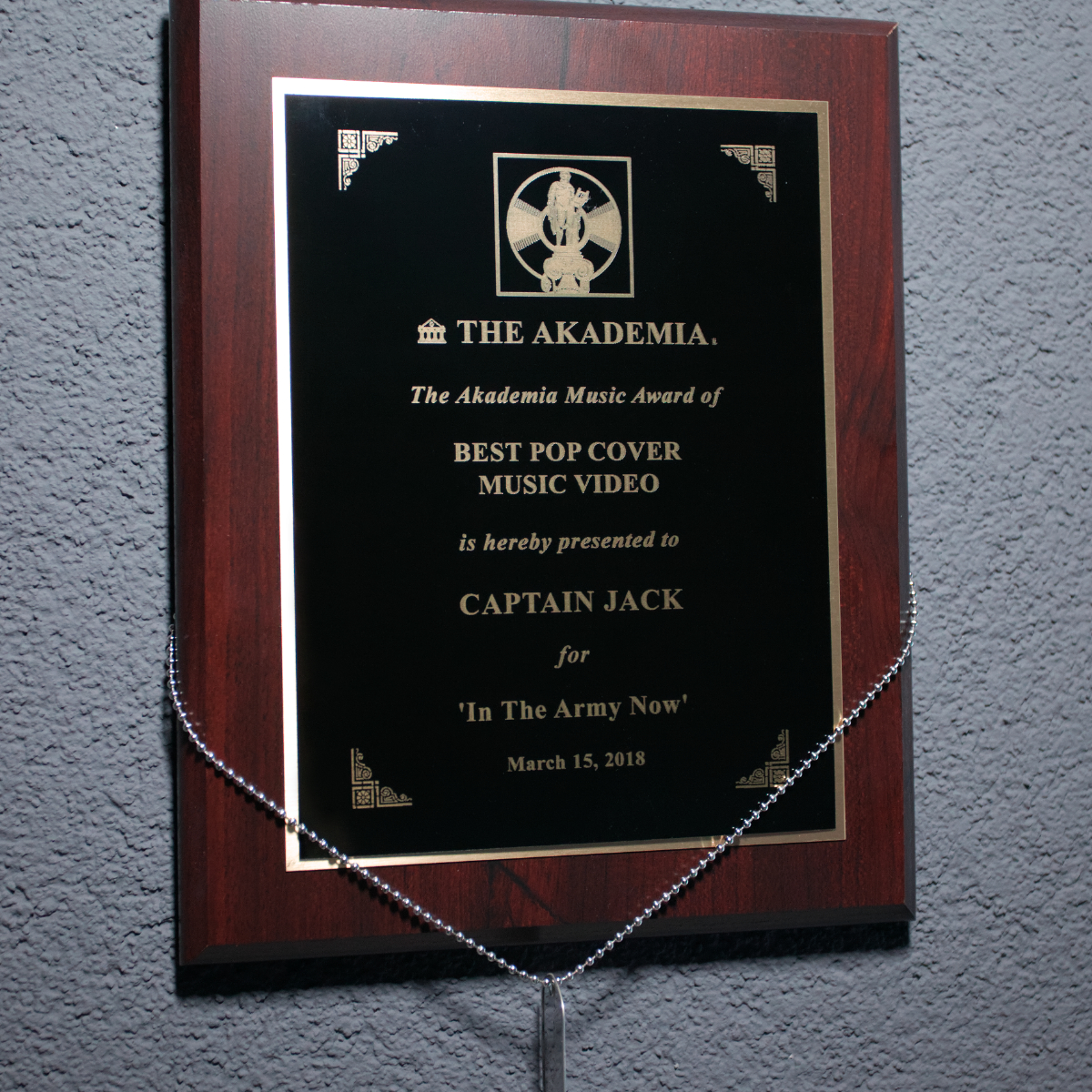
The Akademia Music Award Best Pop Cover Music Video mit original Dog Tag aus dem Musikvideo „In The Army Now“

- 2001: Captain’s Best: Best Hits and New Songs
- 2002: Party Warriors – The Partyhit Collection
- 2003: Cafe Cubar: The Greatest Sunshine Hits
- 2004: Music Instructor
- 2005: Greatest Hits
- 2006: The Clubmixes
- 2008: Captain Jack Is Back
- 2010: Best of Acoustic
- 2010: Meine Besten
- 2011: Back to the Dancefloor
- 2013: The 90’s Mega Party

### Singles
| Jahr | Titel Album                                          | Höchstplatzierung, Gesamtwochen, AuszeichnungChartplatzierungen (Jahr, Titel, Album, Platzierungen, Wochen, Auszeichnungen, Anmerkungen) | Höchstplatzierung, Gesamtwochen, AuszeichnungChartplatzierungen (Jahr, Titel, Album, Platzierungen, Wochen, Auszeichnungen, Anmerkungen) | Höchstplatzierung, Gesamtwochen, AuszeichnungChartplatzierungen (Jahr, Titel, Album, Platzierungen, Wochen, Auszeichnungen, Anmerkungen) | Höchstplatzierung, Gesamtwochen, AuszeichnungChartplatzierungen (Jahr, Titel, Album, Platzierungen, Wochen, Auszeichnungen, Anmerkungen) | Anmerkungen                                                             |
| Jahr | Titel Album                                          | DE | AT | CH | UK | Anmerkungen                                                             |
| ---- | ---------------------------------------------------- | --- | --- | --- | --- | ----------------------------------------------------------------------- |
| 1995 | Captain Jack The Mission                             | DE3 Platin · (23 Wo.)DE | AT6 (13 Wo.)AT | CH6 (17 Wo.)CH | UK91 (1 Wo.)UK | Erstveröffentlichung: 27. Juli 1995 Verkäufe: + 560.000                 |
| 1996 | Drill Instructor The Mission                         | DE4 Gold · (17 Wo.)DE | AT6 (12 Wo.)AT | CH13 (16 Wo.)CH | — | Erstveröffentlichung: März 1996 Verkäufe: + 250.000                     |
| 1996 | Soldier Soldier The Mission                          | DE11 (17 Wo.)DE | AT13 (9 Wo.)AT | CH12 (8 Wo.)CH | — | Erstveröffentlichung: Juni 1996                                         |
| 1996 | Little Boy The Mission                               | DE27 (9 Wo.)DE | AT31 (5 Wo.)AT | CH50 (1 Wo.)CH | — | Erstveröffentlichung: September 1996                                    |
| 1996 | Another One Bites the Dust Queen Dance Traxx 1       | DE61 (2 Wo.)DE | AT33 (6 Wo.)AT | — | — | Erstveröffentlichung: Oktober 1996 Queen Dance Traxx feat. Captain Jack |
| 1997 | Together and Forever! Operation Dance                | DE56 (8 Wo.)DE | AT30 (4 Wo.)AT | — | — | Erstveröffentlichung: März 1997                                         |
| 1997 | Holiday Operation Dance                              | DE87 (1 Wo.)DE | — | — | — | Erstveröffentlichung: Mai 1997                                          |
| 1999 | Dream a Dream The Captain’s Revenge                  | DE100 (1 Wo.)DE | — | — | — | Erstveröffentlichung: Mai 1999                                          |
| 1999 | Get Up! The Captain’s Revenge                        | DE23 (9 Wo.)DE | AT27 (6 Wo.)AT | — | — | Erstveröffentlichung: Juli 1999 feat. The Gipsy Kings                   |
| 2001 | Iko Iko Top Secret                                   | DE22 (12 Wo.)DE | AT16 (14 Wo.)AT | CH62 (11 Wo.)CH | — | Erstveröffentlichung: Juni 2001                                         |
| 2002 | Don’t You Just Know It (Don’t Ha Ha) Top Secret      | DE59 (7 Wo.)DE | AT15 (12 Wo.)AT | — | — | Erstveröffentlichung: Januar 2002 DJ Ötzi vs. Captain Jack              |
| 2002 | Give It Up Party Warriors – The Partyhit Collection  | DE61 (3 Wo.)DE | — | — | — | Erstveröffentlichung: August 2002                                       |
| 2003 | Viva la vida Cafe Cubar – The Greatest Sunshine Hits | DE80 (1 Wo.)DE | — | — | — | Erstveröffentlichung: Juli 2003                                         |

Weitere Singles
- 1995: Dam Dam Dam
- 1997: Secret Agent
- 1999: Only You
- 2001: Say Captain Say Wot
- 2002: Centerfold (feat. Perplexer)
- 2003: Volare
- 2004: Ein bisschen Spaß muss sein (We Wanna Have Some Fun) (mit Roberto Blanco)
- 2004: Miss Ibiza
- 2004: Samba Brazil
- 2005: Capitano
- 2008: In the Navy
- 2008: Turkish Bazar
- 2010: Captain Jack 2010
- 2010: Deutschland, schieß ein Tor!
- 2010: People Like to Party
- 2011: Saturday Night (90’s Hitmix)
- 2015: Say Captain Say Wot 2015
- 2017: In The Army Now 2017
- 2018: Dream a Dream 2019
- 2019: AKK & Feel It (257ers feat. Captain Jack)
- 2019: Change (Captain Jack feat. Fun Factory)
- 2020: Sunny Side of Life (Captain Jack feat. Loona)
- 2021: Summersun (Captain Jack feat. LayZee)
- 2022: Hard Work (Marnik & HIMATE mit Captain Jack)
- 2023: Livin’ On A Prayer
- 2024: Long Long Time Ago
- 2024: Captain Jack (Hardstyle Remix) (Captain Jack & Primeshock)

## Auszeichnungen für Musikverkäufe
| Goldene Schallplatte - Finnland - 1997: für das Album Operation Dance - Niederlande - 1996: für die Single Captain Jack - Norwegen - 1996: für die Single Captain Jack | Platin-Schallplatte - Finnland - 1996: für das Album The Mission - Niederlande - 1996: für das Album The Mission - Polen - 1996: für das Album The Mission |

Anmerkung: Auszeichnungen in Ländern aus den Charttabellen bzw. Chartboxen sind in ebendiesen zu finden.
| Land/RegionAuszeichnungen für Musikverkäufe (Land/Region, Auszeichnungen, Verkäufe, Quellen) | Gold     | Platin     | Verkäufe  | Quellen                                                   |
| -------------------------------------------------------------------------------------------- | -------- | ---------- | --------- | --------------------------------------------------------- |
| Deutschland (BVMI)                                                                           | 2× Gold2 | Platin1    | 1.000.000 | musikindustrie.de                                         |
| Finnland (IFPI)                                                                              | Gold1    | Platin1    | 88.698    | ifpi.fi                                                   |
| Niederlande (NVPI)                                                                           | Gold1    | Platin1    | 150.000   | nvpi.nl                                                   |
| Norwegen (IFPI)                                                                              | Gold1    | —          | 10.000    | ifpi.no (Memento vom 6. Februar 2012 im Internet Archive) |
| Polen (ZPAV)                                                                                 | —        | Platin1    | 100.000   | olis.pl                                                   |
| Insgesamt                                                                                    | 5× Gold5 | 4× Platin4 |           |                                                           |

## Künstlerauszeichnungen
- 1997: RSH-Gold in der Kategorie „Dance Act des Jahres“[7]